# Saftlinge
Die Saftlinge (Hygrocybe) sind eine Pilzgattung aus der Familie der Schnecklingsverwandten. Aufgrund des glasigen bis wachsartigen Fleischs werden sie auch als Glasköpfe bezeichnet. Etliche Arten fallen durch freudig gefärbte Fruchtkörper auf. Sie bevorzugen meist nährstoffarme Standorte, weshalb sie auch als Zeigerarten für die Gütebeurteilung von Biotopen eingesetzt werden. Alle Saftlinge stehen in Deutschland unter Naturschutz.
Die Typusart ist der Kegelige Saftling (Hygrocybe conica).

## Merkmale
Die Saftlinge bilden relativ kleine bis mittelgroße, häufig sehr lebhaft gefärbte und in Hut und Stiel gegliederte Fruchtkörper. Der Hut kann kegelig oder konvex geformt sein, teilweise spitz oder stumpf gebuckelt. Die glatte oder feinschuppige Hutoberfläche ist schleimig bis glatt, oft hygrophan (im nassen Zustand fleckig werdend). Die wie das Fleisch glas- bis wachsartigen Lamellen stehen fast entfernt oder entfernt, laufen am Stiel herab oder daran breit angewachsen und sind teils queraderig miteinander verbunden. Saftlinge besitzen kein Velum. Der zylindrische Stiel kann wie die Huthaut trocken oder schleimig sein. Das Sporenpulver ist weiß bis cremeweiß.

## Ökologie
Die Arten der Gattung sind in der Regel Bewohner von Grasland, insbesondere werden nährstoffarme Wiesen und Weiden, Trockenrasen besiedelt, einige Arten besiedeln Hochmoore, Torfmoose oder Moospolster. Mit hoher Wahrscheinlichkeit sind die Saftlinge Saprobionten, eventuell auch Symbionten mit Pflanzen. Die meisten Arten sind auf besonders nährstoffarme, meist auch recht trockene Standorte spezialisierte Pilze, die empfindlich auf Nährstoffeinträge, intensive Beweidung und (insbesondere mineralische) Düngung reagieren und dann am betroffenen Standort meist aussterben.

## Arten
| Saftlinge (Hygrocybe) in Europa |                                                      |                                              |
| \| Deutscher Name \| Wissenschaftlicher Name \| Autorenzitat \| \| -------------------------------- \| ---------------------------------------------------- \| -------------------------------------------- \| \| Safrangelber Saftling \| Hygrocybe acutoconica \| (Clements 1893) Singer 1951 ('1949') \| \| \| Hygrocybe acutoconica var. cuspidata \| (Peck 1897) Arnolds 1985 \| \| Glänzender Orange-Saftling \| Hygrocybe aurantiosplendens \| R. Haller Aarau 1954 \| \| Kalkliebender Filz-Saftling \| Hygrocybe calciphila \| Arnolds 1985 \| \| Pfifferlings-Saftling \| Hygrocybe cantharellus (beschrieben als „Hydrocybe“) \| (Schweinitz 1822 : Fries 1832) Murrill 1911 \| \| Zerbrechlicher Gold-Saftling \| Hygrocybe ceracea \| (Wulfen 1781 : Fries 1821) P. Kummer 1871 \| \| Stumpfer Saftling \| Hygrocybe chlorophana \| (Fries 1821 : Fries 1821) Wünsche 1877 \| \| Gelbweißer Saftling \| Hygrocybe citrinopallida \| (A.H. Smith & Hesler 1954) Kobayasi 1971 \| \| Grünlichgelber Saftling \| Hygrocybe citrinovirens \| (J.E. Lange 1923) Jul. Schäffer 1947 \| \| Kirschroter Saftling \| Hygrocybe coccinea \| (Schaeffer 1774 : Fries 1821) P. Kummer 1871 \| \| Feinschuppiger Moor-Saftling \| Hygrocybe coccineocrenata \| (P.D. Orton 1960) M.M. Moser 1967 \| \| Kegeliger Saftling \| Hygrocybe conica \| (Schaeffer 1774 : Fries 1821) P. Kummer 1871 \| \| Großer Kegel-Saftling \| Hygrocybe conica f. pseudoconica \| (J.E. Lange 1923) Arnolds 1985 \| \| Grüngelber Kegel-Saftling \| Hygrocybe conica var. chloroides \| (Malençon 1975) Bon 1985 \| \| Dünen-Saftling \| Hygrocybe conica var. conicoides \| (P.D. Orton 1960) Boertmann 1995 \| \| Sumpfbewohnender Kegel-Saftling \| Hygrocybe conica var. conicopalustris \| Arnolds 1986 \| \| Kleiner Schnürspor-Saftling \| Hygrocybe constrictospora \| Arnolds 1985 \| \| Korsischer Saftling \| Hygrocybe corsica \| Candusso 1996 \| \| \| Hygrocybe cystidiata \| Arnolds 1986 \| \| Schleimstiel-Saftling \| Hygrocybe glutinipes \| (J.E. Lange 1940) R. Haller Aarau 1956 \| \| \| Hygrocybe glutinipes var. rubra \| Bon 1983 \| \| Sumpf- bzw. Knoblauch-Saftling \| Hygrocybe helobia \| (Arnolds 1974) Bon 1976 \| \| Rötender Nitrat-Saftling \| Hygrocybe ingrata \| J.P. Jensen & F.H. Møller 1945 \| \| Gelbrandiger Saftling \| Hygrocybe insipida \| (J.E. Lange 1923) M.M. Moser 1967 \| \| Feuerschuppiger Saftling \| Hygrocybe intermedia \| (Passerini 1872) Fayod 1889 \| \| Breitsporiger Saftling \| Hygrocybe konradii \| R. Haller Aarau 1955 \| \| Kerbrandiger Orange-Saftling \| Hygrocybe marchii \| (Bresadola 1928) F.H. Møller 1945 \| \| Mennigroter Saftling \| Hygrocybe miniata \| (Fries 1821 : Fries 1821) P. Kummer 1871 \| \| Weicher Saftling \| Hygrocybe miniata var. mollis \| (Berkeley & Broome 1871) Arnolds 1986 \| \| Bitterer Saftling \| Hygrocybe mucronella \| (Fries 1838) P. Karsten 1879 \| \| Nichtrötender Nitrat-Saftling \| Hygrocybe nitrata \| (Persoon 1801) Wünsche 1877 \| \| Ortons Orange-Saftling \| Hygrocybe ortoniana \| Bon 1989 \| \| Rötender Saftling \| Hygrocybe ovina \| (Bulliard 1793 : Fries 1821) Kühner 1926 \| \| Wachsartiger Saftling \| Hygrocybe paraceracea \| Bon 1989 \| \| Orangegelber Saftling \| Hygrocybe parvula \| (Peck 1876) Pegler 1981 \| \| Schwarzbereifter Saftling \| Hygrocybe phaeococcinea \| (Arnolds 1977) Bon 1985 \| \| Granatroter Saftling \| Hygrocybe punicea \| (Fries 1821 : Fries 1821) P. Kummer 1871 \| \| Schnürsporiger Saftling \| Hygrocybe quieta \| (Kühner 1947) Singer 1951 ('1949') \| \| Honig-Saftling \| Hygrocybe reidii \| Kühner 1977 ('1976') \| \| Zwergweiden-Saftling \| Hygrocybe salicis-herbaceae \| Kühner 1977 ('1976') \| \| Braungelber Saftling \| Hygrocybe spadicea (beschrieben als „Hydrocybe“) \| (Scopoli 1772) P. Karsten 1879 \| \| \| Hygrocybe spadicea var. albifolia \| (Hesler & A.H. Smith 1963) Boertmann 1995 \| \| Prächtiger Saftling \| Hygrocybe splendidissima \| (P.D. Orton 1960) M.M. Moser 1967 \| \| Trockenfuß-Saftling \| Hygrocybe subpapillata \| Kühner 1979 \| \| Fasteingeschnürter Moor-Saftling \| Hygrocybe substrangulata \| (P.D. Orton 1960) P.D. Orton & Watling 1969 \| \| Rotblättriger Saftling \| Hygrocybe substrangulata var. rhodophylla \| (Kühner 1977) Boertmann 1995 \| \| Grobschuppiger Moor-Saftling \| Hygrocybe turunda (beschrieben als „Hydrocybe“) \| (Fries 1818 : Fries 1821) P. Karsten 1879 \| |                                                      |                                              |
| Deutscher Name | Wissenschaftlicher Name                              | Autorenzitat                                 |
| Safrangelber Saftling | Hygrocybe acutoconica                                | (Clements 1893) Singer 1951 ('1949')         |
| | Hygrocybe acutoconica var. cuspidata                 | (Peck 1897) Arnolds 1985                     |
| Glänzender Orange-Saftling | Hygrocybe aurantiosplendens                          | R. Haller Aarau 1954                         |
| Kalkliebender Filz-Saftling | Hygrocybe calciphila                                 | Arnolds 1985                                 |
| Pfifferlings-Saftling | Hygrocybe cantharellus (beschrieben als „Hydrocybe“) | (Schweinitz 1822 : Fries 1832) Murrill 1911  |
| Zerbrechlicher Gold-Saftling | Hygrocybe ceracea                                    | (Wulfen 1781 : Fries 1821) P. Kummer 1871    |
| Stumpfer Saftling | Hygrocybe chlorophana                                | (Fries 1821 : Fries 1821) Wünsche 1877       |
| Gelbweißer Saftling | Hygrocybe citrinopallida                             | (A.H. Smith & Hesler 1954) Kobayasi 1971     |
| Grünlichgelber Saftling | Hygrocybe citrinovirens                              | (J.E. Lange 1923) Jul. Schäffer 1947         |
| Kirschroter Saftling | Hygrocybe coccinea                                   | (Schaeffer 1774 : Fries 1821) P. Kummer 1871 |
| Feinschuppiger Moor-Saftling | Hygrocybe coccineocrenata                            | (P.D. Orton 1960) M.M. Moser 1967            |
| Kegeliger Saftling | Hygrocybe conica                                     | (Schaeffer 1774 : Fries 1821) P. Kummer 1871 |
| Großer Kegel-Saftling | Hygrocybe conica f. pseudoconica                     | (J.E. Lange 1923) Arnolds 1985               |
| Grüngelber Kegel-Saftling | Hygrocybe conica var. chloroides                     | (Malençon 1975) Bon 1985                     |
| Dünen-Saftling | Hygrocybe conica var. conicoides                     | (P.D. Orton 1960) Boertmann 1995             |
| Sumpfbewohnender Kegel-Saftling | Hygrocybe conica var. conicopalustris                | Arnolds 1986                                 |
| Kleiner Schnürspor-Saftling | Hygrocybe constrictospora                            | Arnolds 1985                                 |
| Korsischer Saftling | Hygrocybe corsica                                    | Candusso 1996                                |
| | Hygrocybe cystidiata                                 | Arnolds 1986                                 |
| Schleimstiel-Saftling | Hygrocybe glutinipes                                 | (J.E. Lange 1940) R. Haller Aarau 1956       |
| | Hygrocybe glutinipes var. rubra                      | Bon 1983                                     |
| Sumpf- bzw. Knoblauch-Saftling | Hygrocybe helobia                                    | (Arnolds 1974) Bon 1976                      |
| Rötender Nitrat-Saftling | Hygrocybe ingrata                                    | J.P. Jensen & F.H. Møller 1945               |
| Gelbrandiger Saftling | Hygrocybe insipida                                   | (J.E. Lange 1923) M.M. Moser 1967            |
| Feuerschuppiger Saftling | Hygrocybe intermedia                                 | (Passerini 1872) Fayod 1889                  |
| Breitsporiger Saftling | Hygrocybe konradii                                   | R. Haller Aarau 1955                         |
| Kerbrandiger Orange-Saftling | Hygrocybe marchii                                    | (Bresadola 1928) F.H. Møller 1945            |
| Mennigroter Saftling | Hygrocybe miniata                                    | (Fries 1821 : Fries 1821) P. Kummer 1871     |
| Weicher Saftling | Hygrocybe miniata var. mollis                        | (Berkeley & Broome 1871) Arnolds 1986        |
| Bitterer Saftling | Hygrocybe mucronella                                 | (Fries 1838) P. Karsten 1879                 |
| Nichtrötender Nitrat-Saftling | Hygrocybe nitrata                                    | (Persoon 1801) Wünsche 1877                  |
| Ortons Orange-Saftling | Hygrocybe ortoniana                                  | Bon 1989                                     |
| Rötender Saftling | Hygrocybe ovina                                      | (Bulliard 1793 : Fries 1821) Kühner 1926     |
| Wachsartiger Saftling | Hygrocybe paraceracea                                | Bon 1989                                     |
| Orangegelber Saftling | Hygrocybe parvula                                    | (Peck 1876) Pegler 1981                      |
| Schwarzbereifter Saftling | Hygrocybe phaeococcinea                              | (Arnolds 1977) Bon 1985                      |
| Granatroter Saftling | Hygrocybe punicea                                    | (Fries 1821 : Fries 1821) P. Kummer 1871     |
| Schnürsporiger Saftling | Hygrocybe quieta                                     | (Kühner 1947) Singer 1951 ('1949')           |
| Honig-Saftling | Hygrocybe reidii                                     | Kühner 1977 ('1976')                         |
| Zwergweiden-Saftling | Hygrocybe salicis-herbaceae                          | Kühner 1977 ('1976')                         |
| Braungelber Saftling | Hygrocybe spadicea (beschrieben als „Hydrocybe“)     | (Scopoli 1772) P. Karsten 1879               |
| | Hygrocybe spadicea var. albifolia                    | (Hesler & A.H. Smith 1963) Boertmann 1995    |
| Prächtiger Saftling | Hygrocybe splendidissima                             | (P.D. Orton 1960) M.M. Moser 1967            |
| Trockenfuß-Saftling | Hygrocybe subpapillata                               | Kühner 1979                                  |
| Fasteingeschnürter Moor-Saftling | Hygrocybe substrangulata                             | (P.D. Orton 1960) P.D. Orton & Watling 1969  |
| Rotblättriger Saftling | Hygrocybe substrangulata var. rhodophylla            | (Kühner 1977) Boertmann 1995                 |
| Grobschuppiger Moor-Saftling | Hygrocybe turunda (beschrieben als „Hydrocybe“)      | (Fries 1818 : Fries 1821) P. Karsten 1879    |

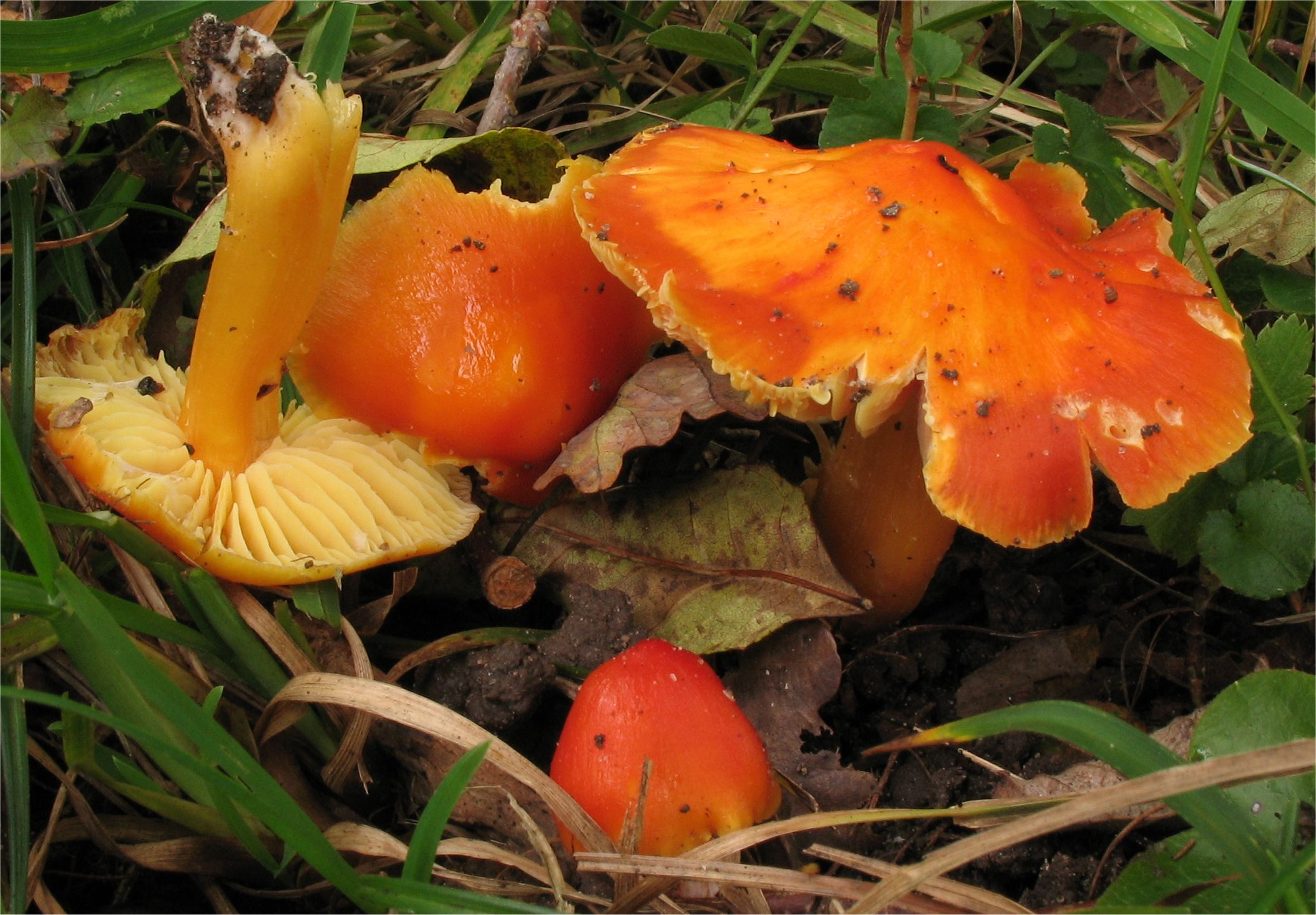
Glänzender Orange-Saftling Hygrocybe aurantiosplendens
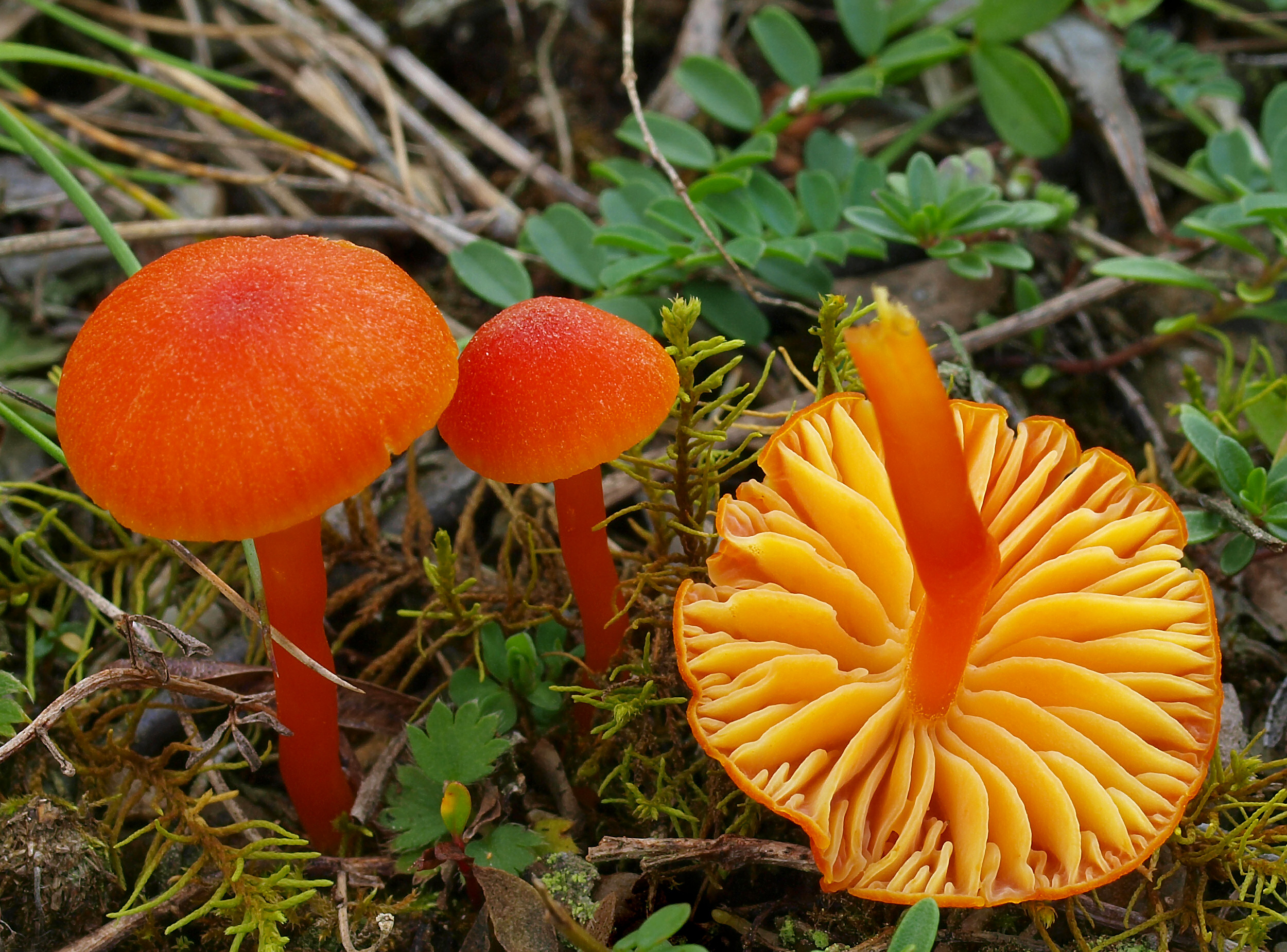
Kalkliebender Filz-Saftling Hygrocybe calciphila
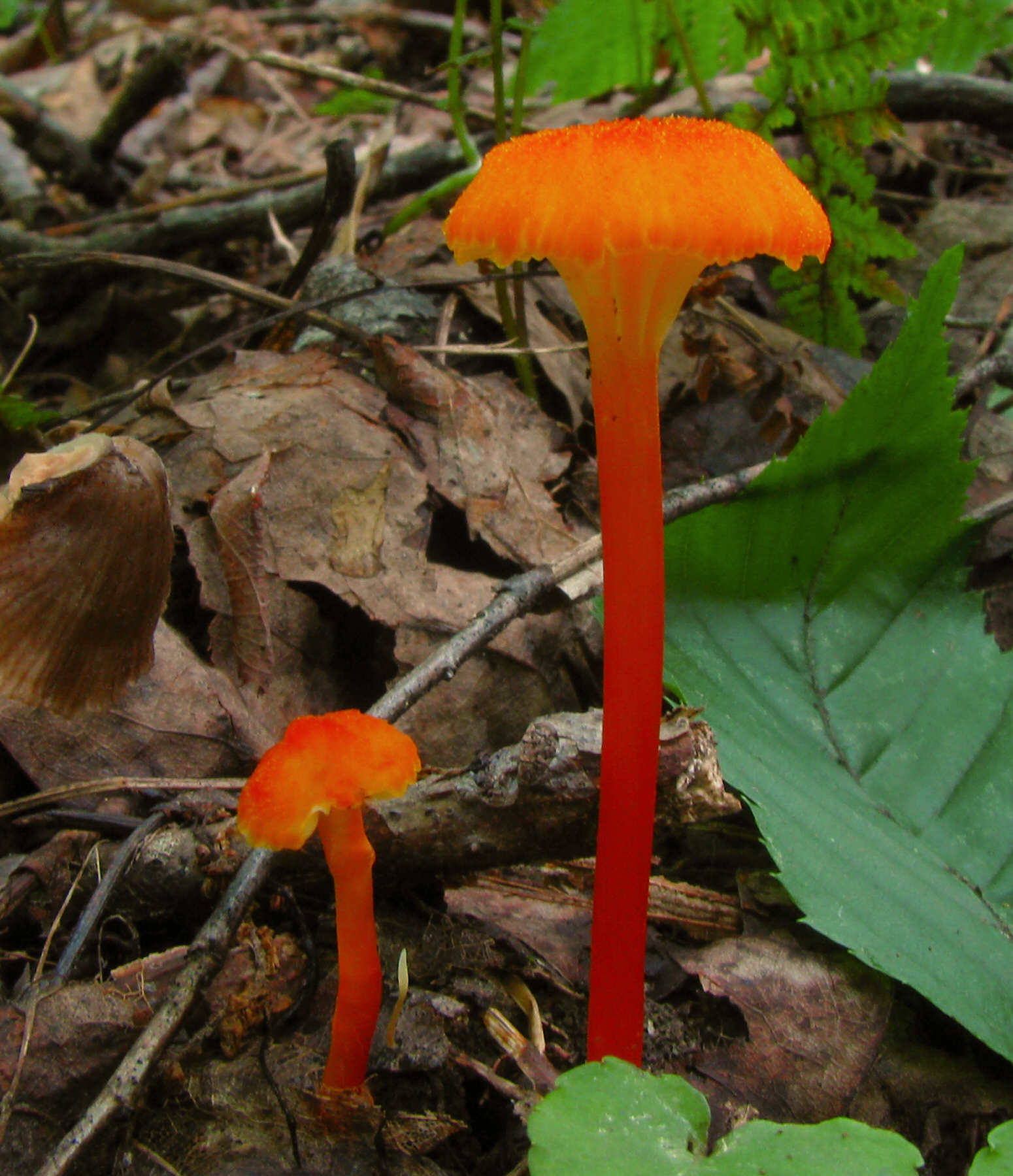
Pfifferlings-Saftling Hygrocybe cantharellus
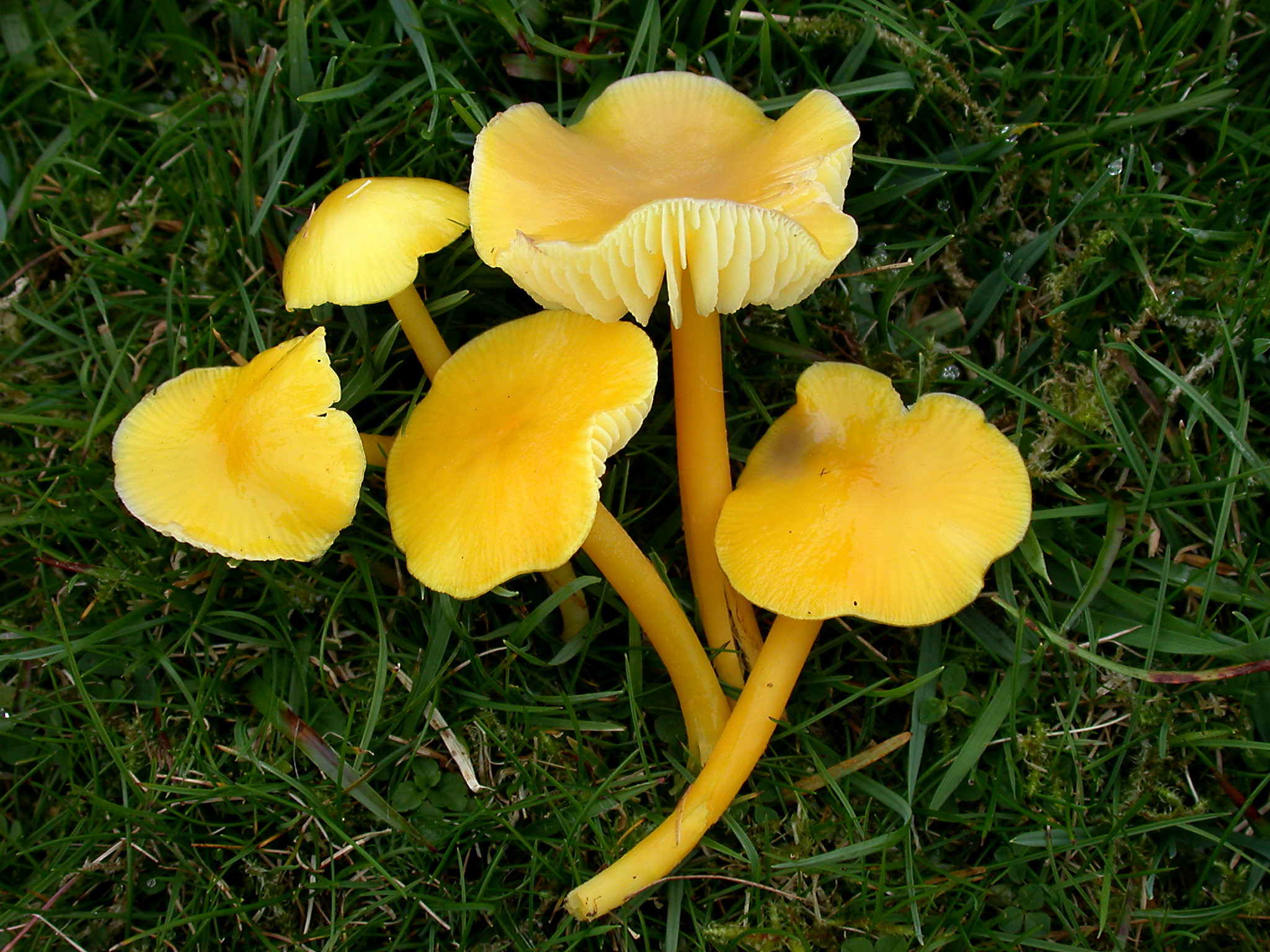
Zerbrechlicher Gold-Saftling Hygrocybe ceracea
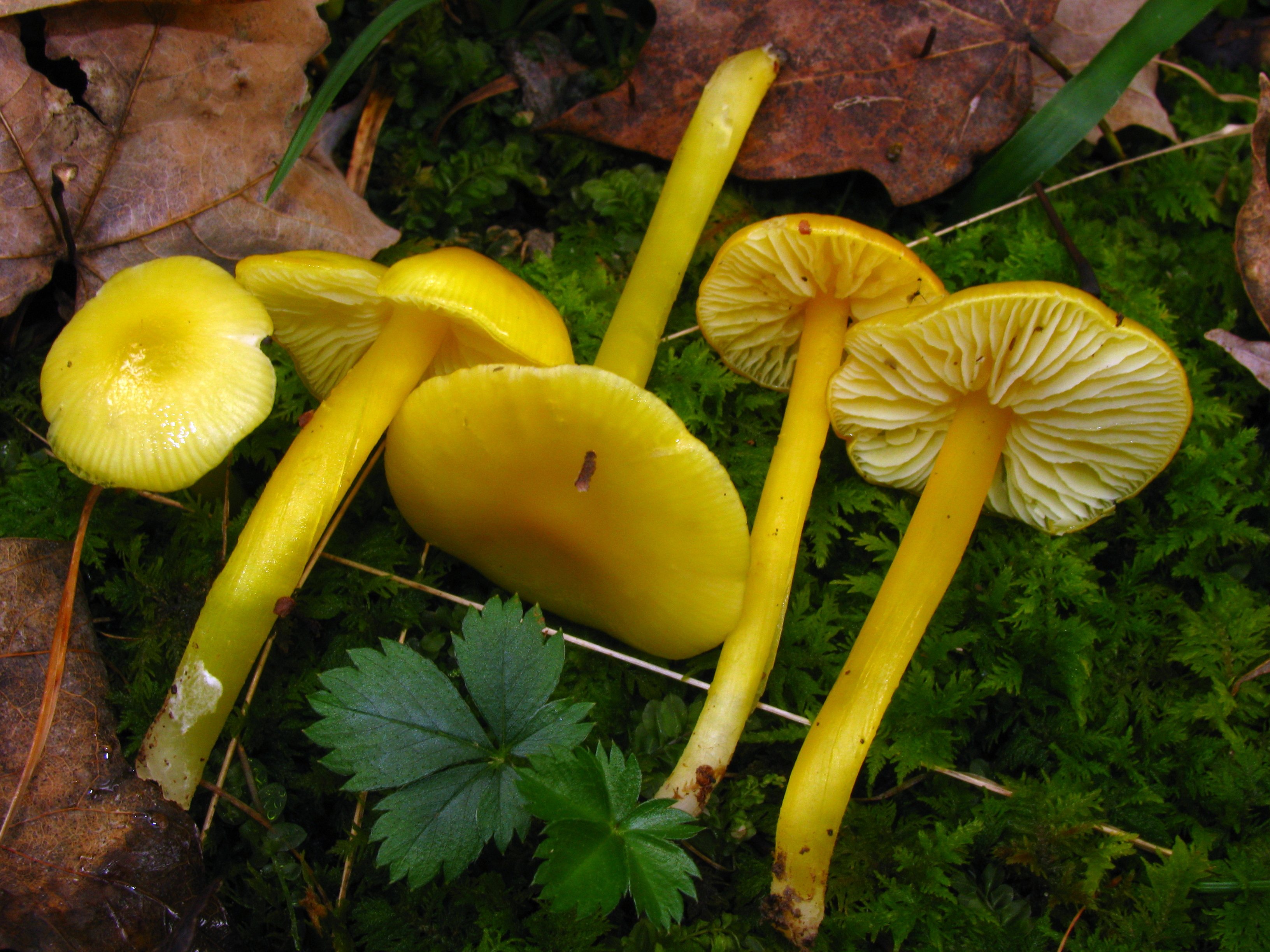
Stumpfer Saftling Hygrocybe chlorophana
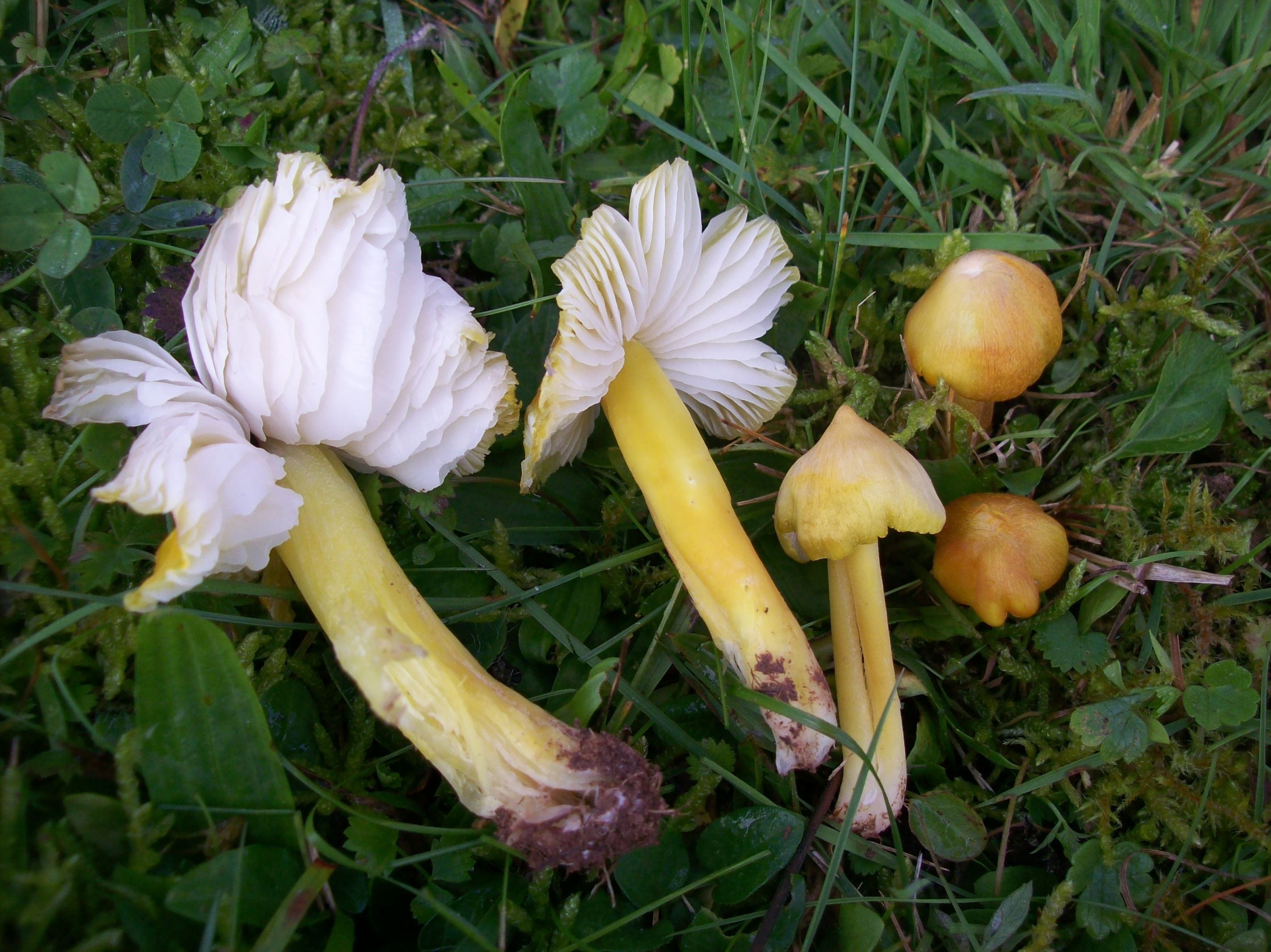
Grünlichgelber Saftling Hygrocybe citrinovirens
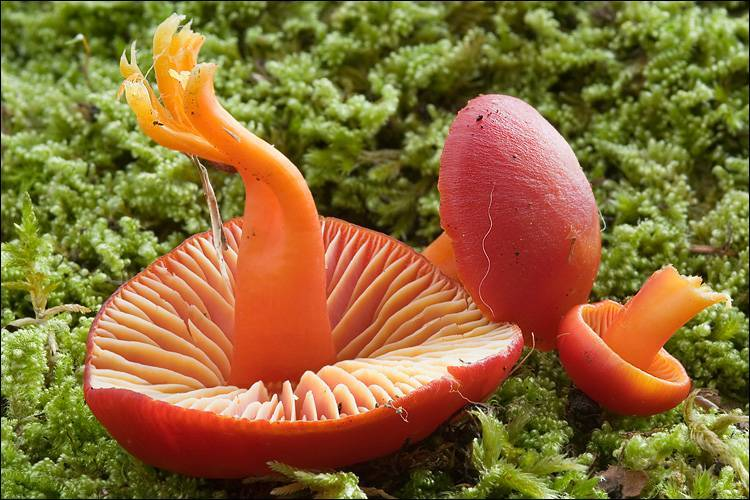
Kirschroter Saftling Hygrocybe coccinea
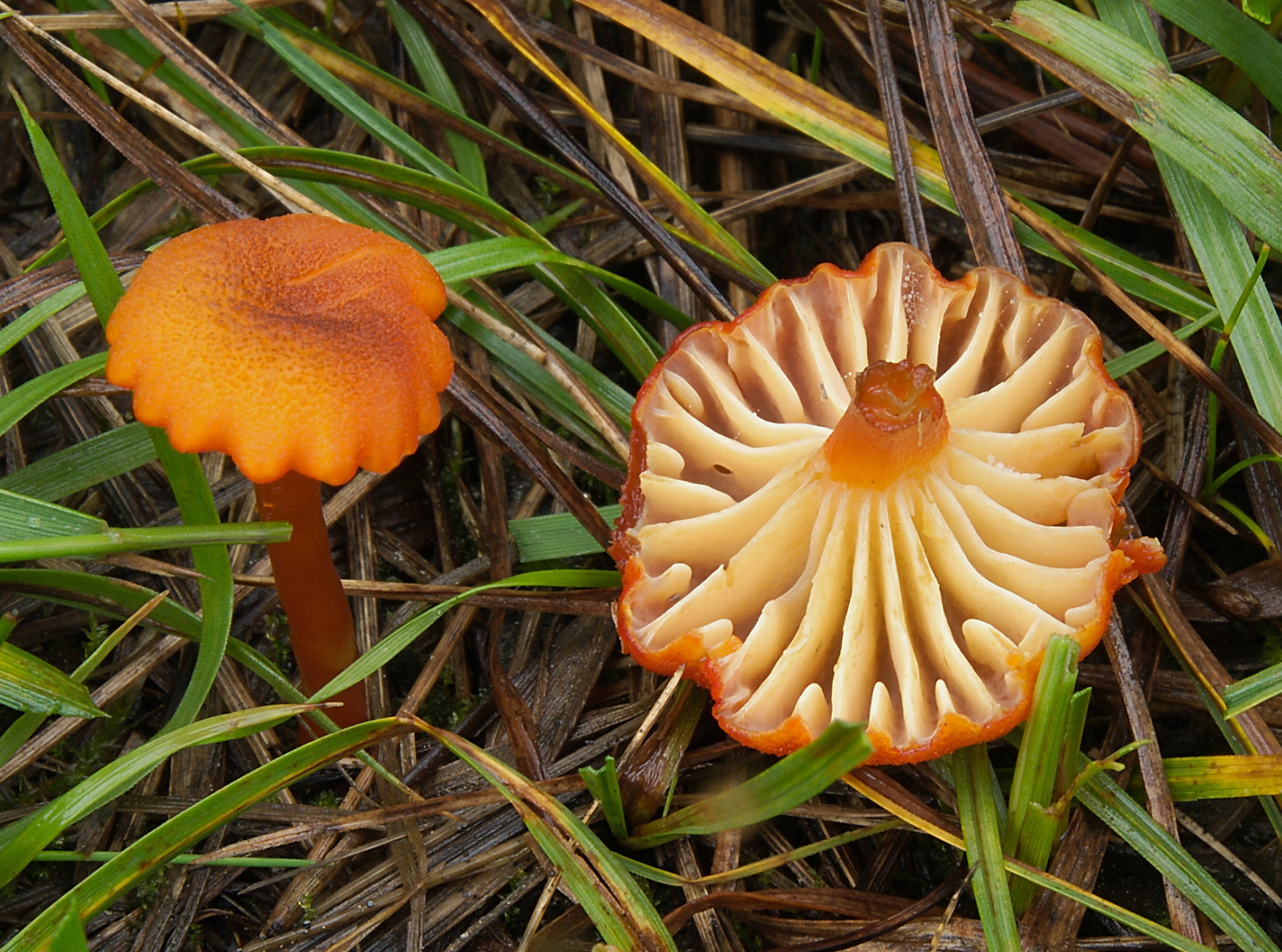
Feinschuppiger Moor-Saftling Hygrocybe coccineocrenata
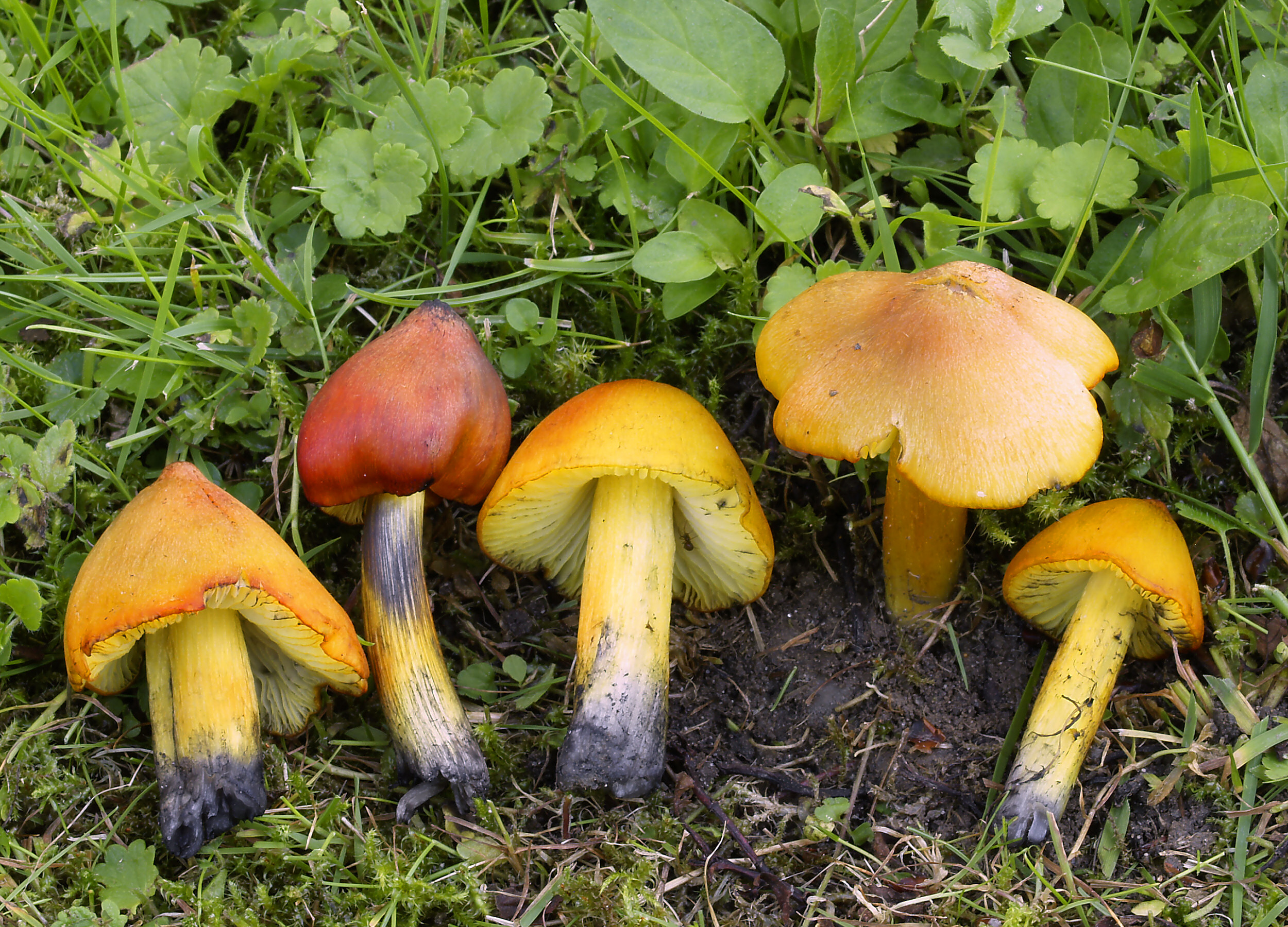
Kegeliger Saftling Hygrocybe conica
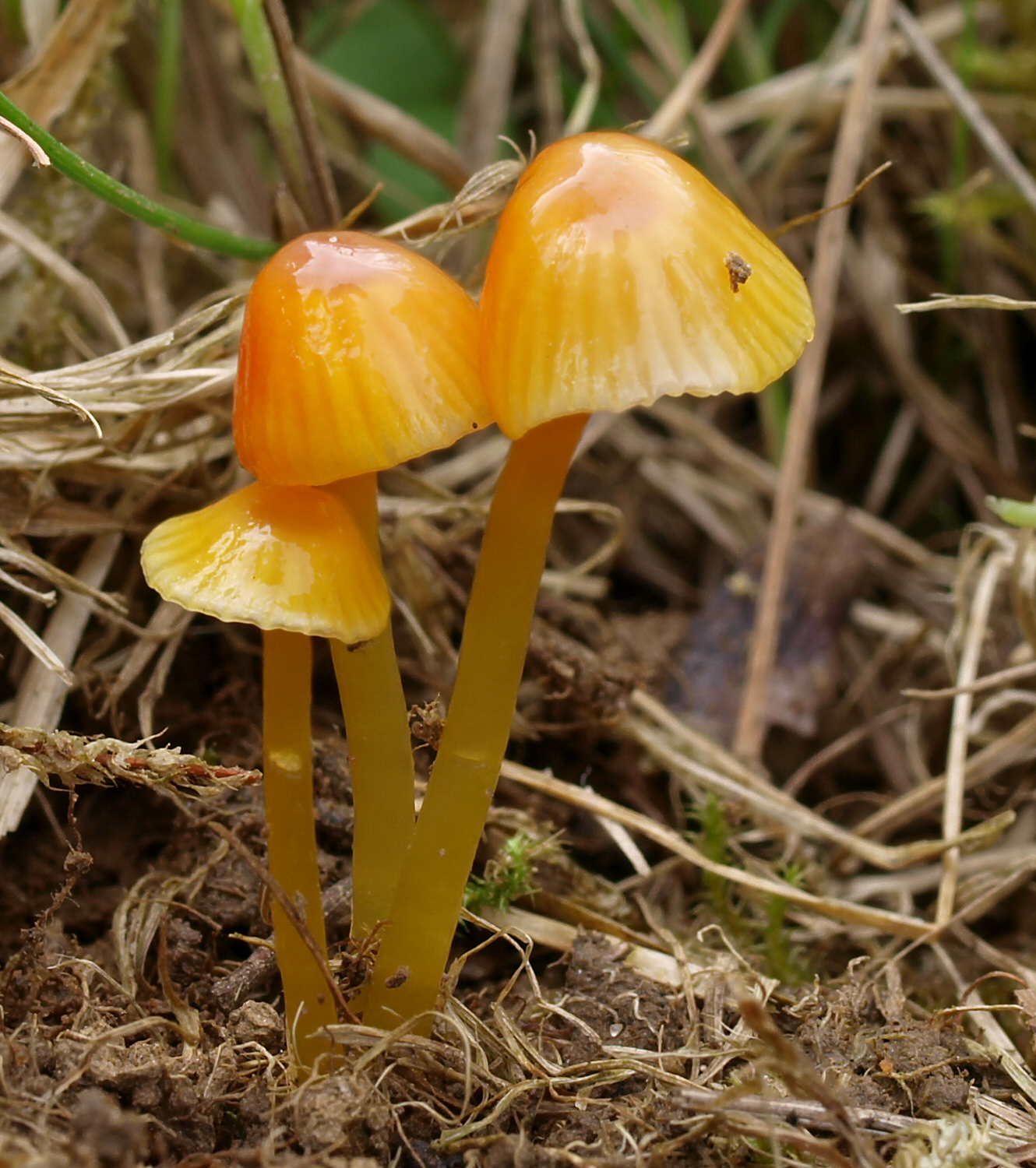
Schleimfuß-Saftling Hygrocybe glutinipes
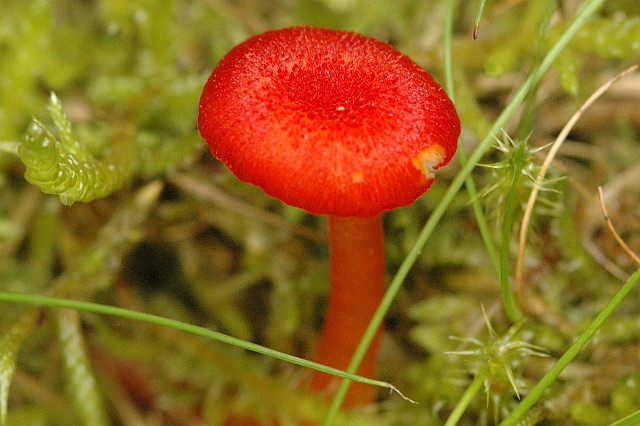
Sumpf- bzw. Knoblauchsaftling Hygrocybe helobia
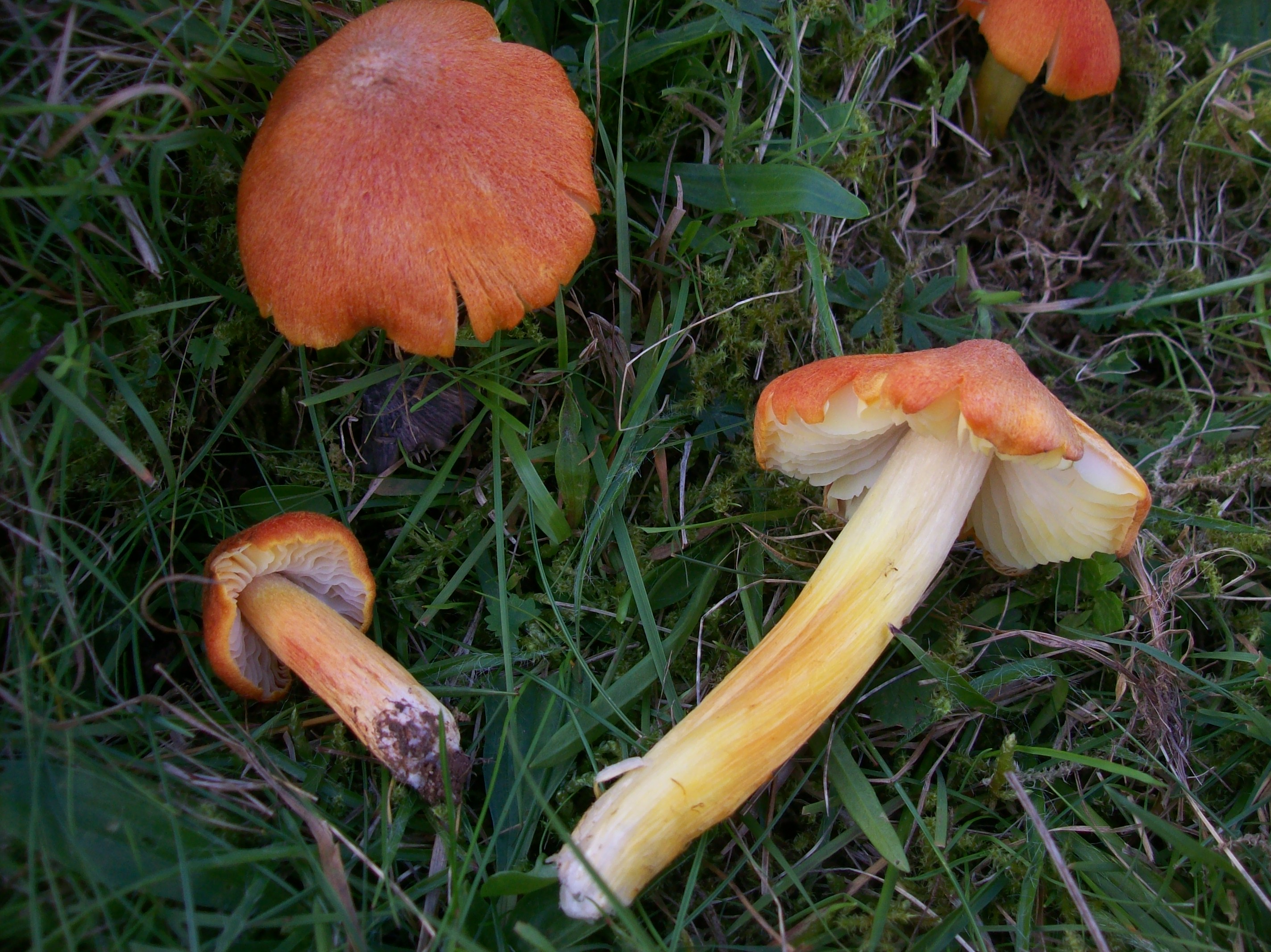
Feuerschuppiger Saftling Hygrocybe intermedia
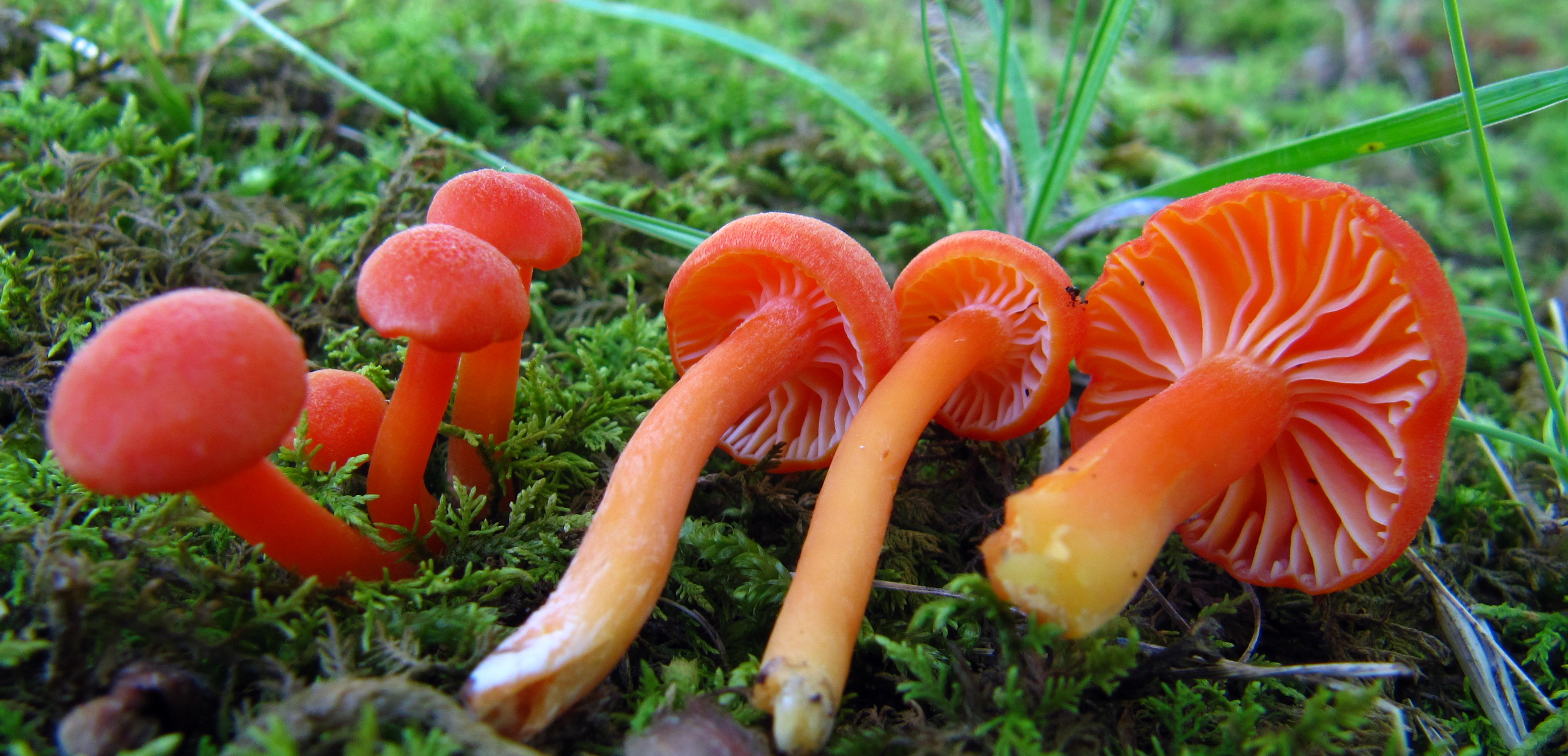
Mennigroter Saftling Hygrocybe miniata
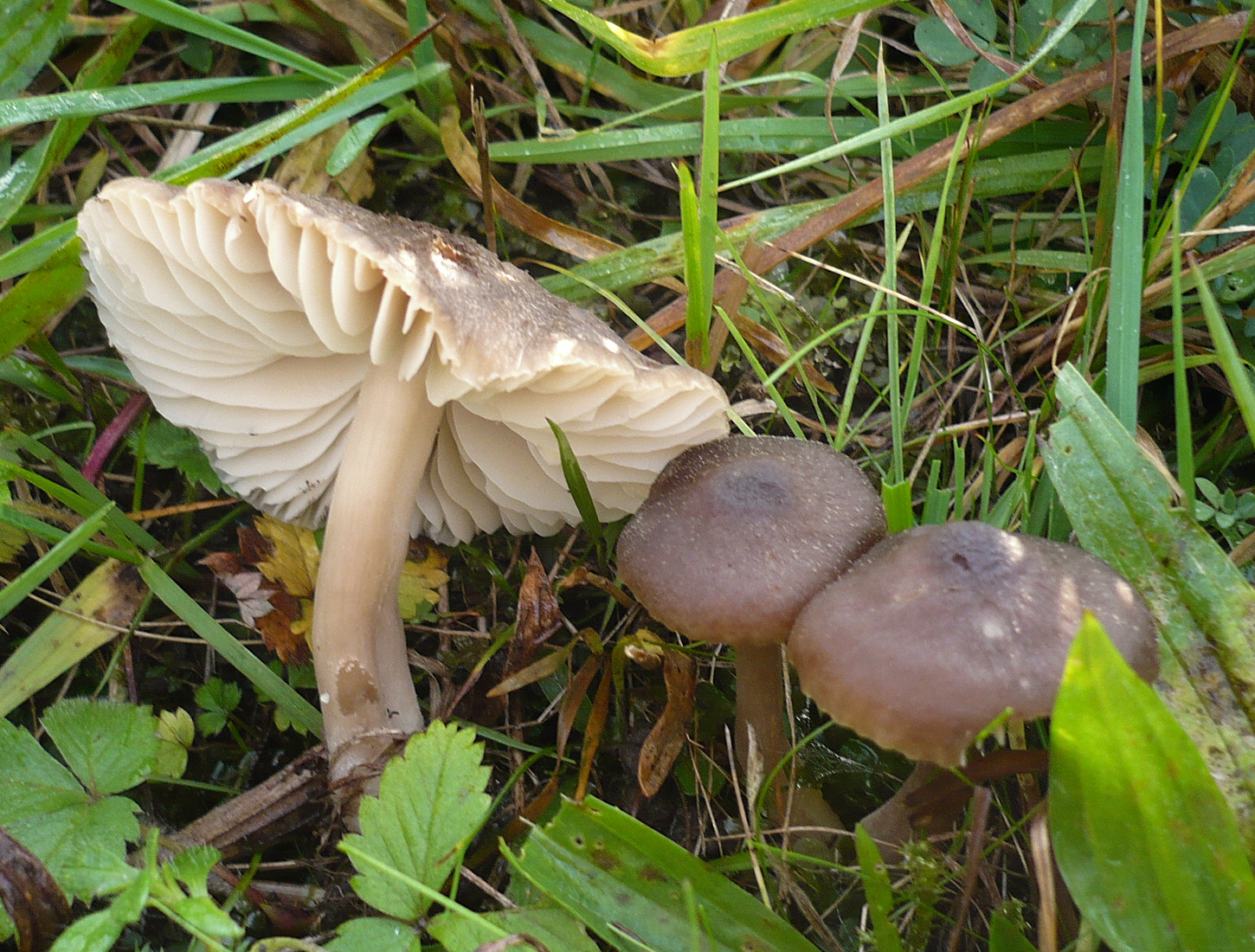
Nichtrötender Nitrat-Saftling Hygrocybe nitrata
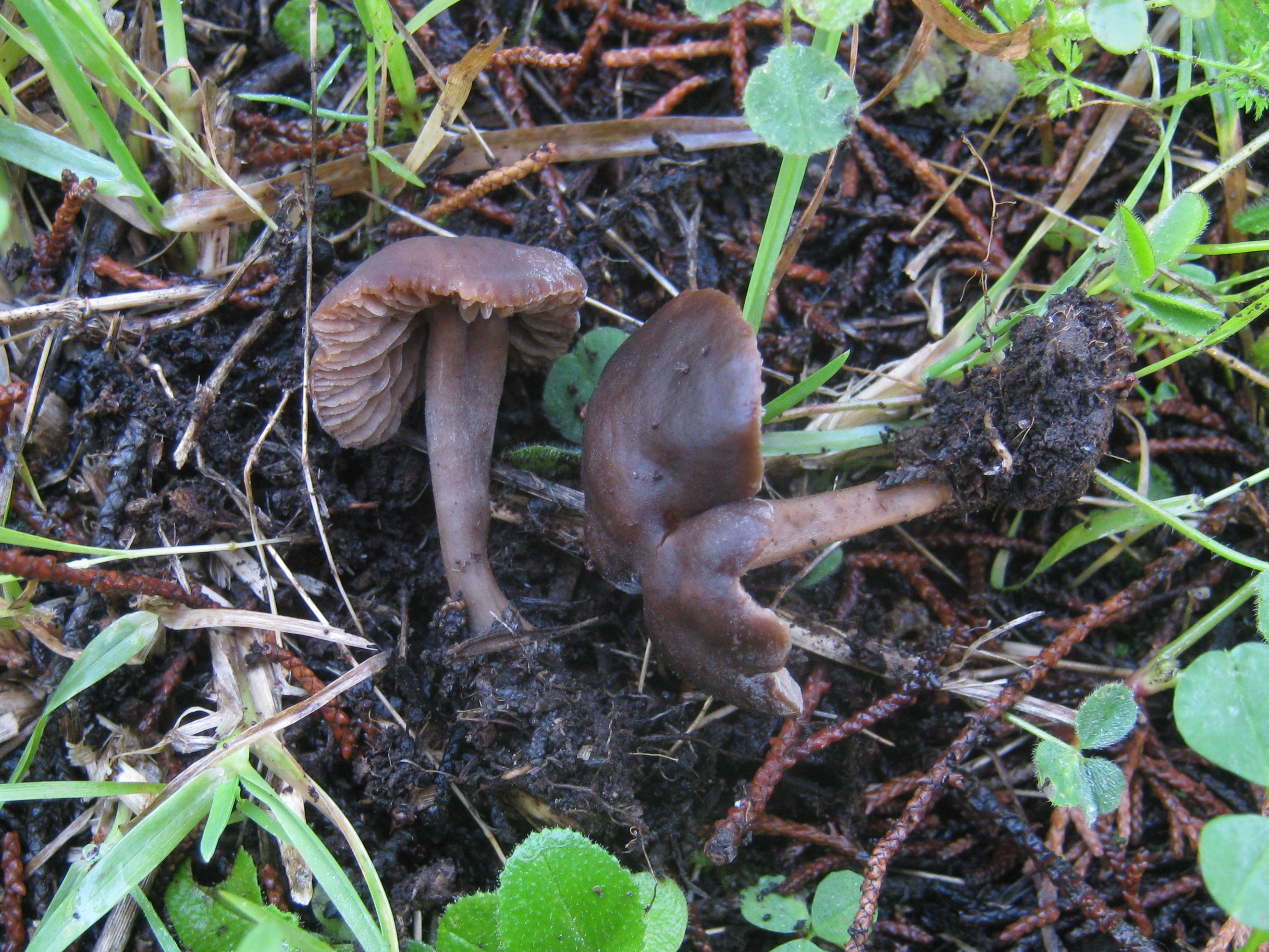
Rötender Saftling Hygrocybe ovina
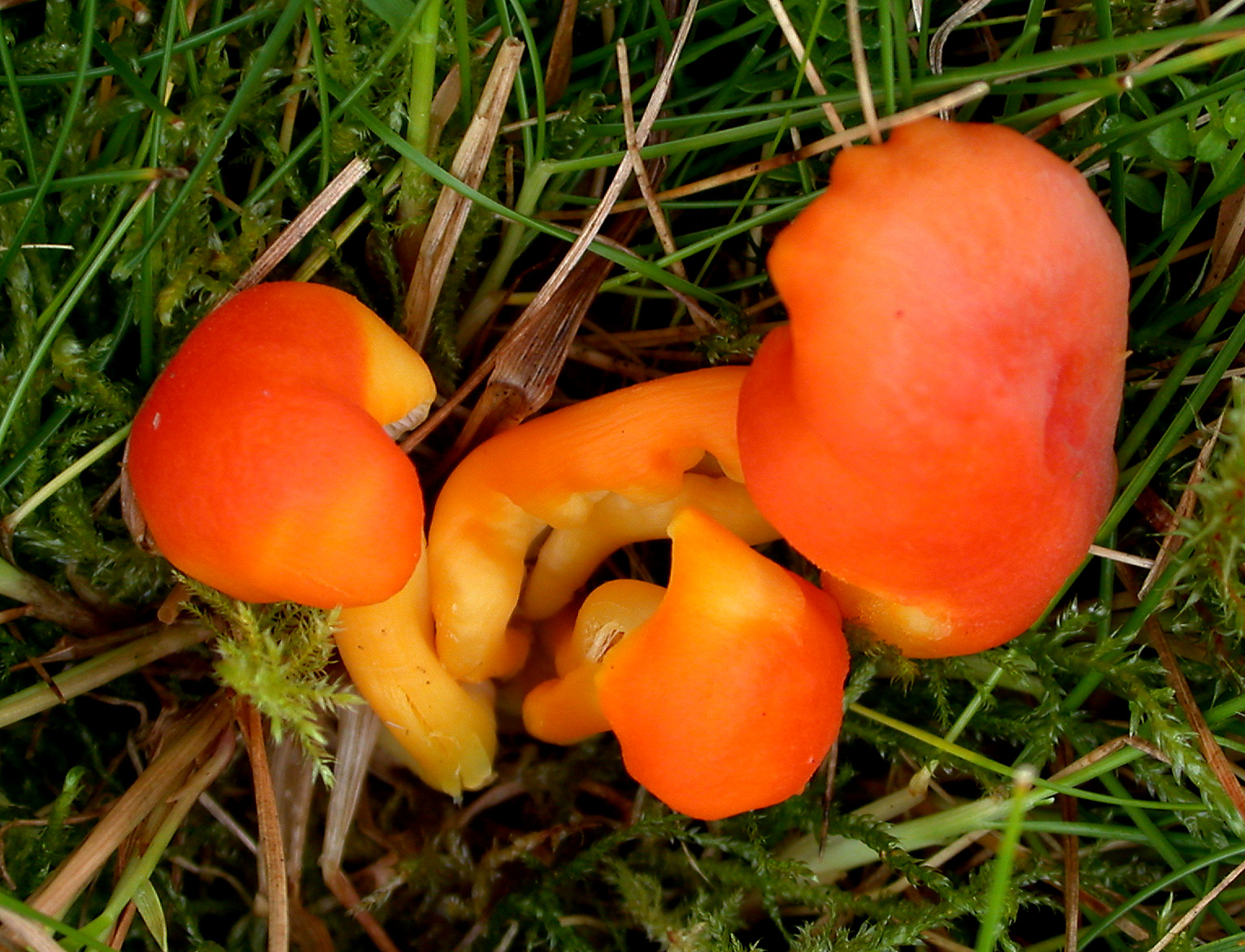
Honig-Saftling Hygrocybe reidii
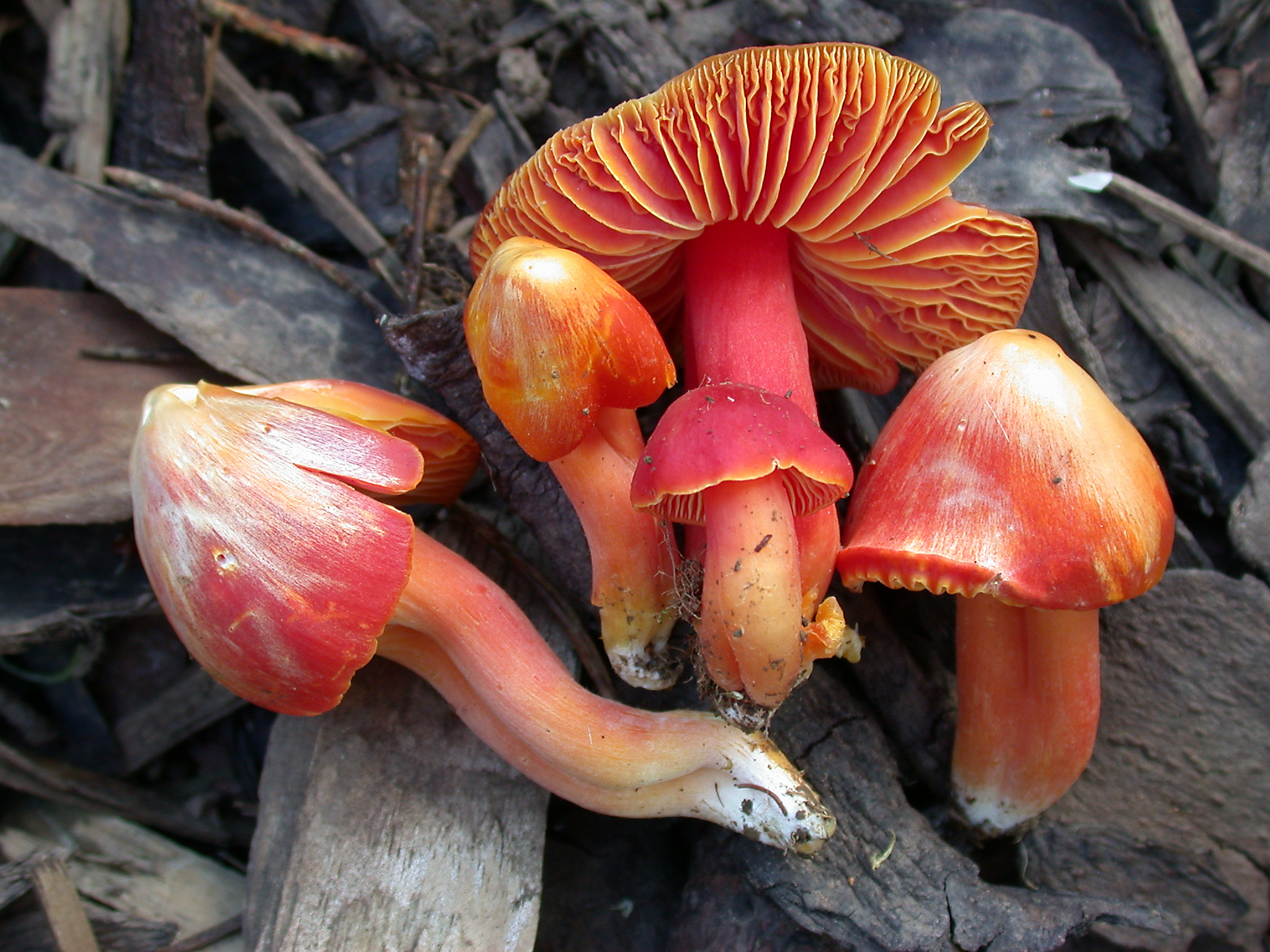
Prächtiger Saftling Hygrocybe splendidissima

## Systematik
Die Saftlinge umfassen weltweit etwa 150 Arten, von denen in Europa rund 40 vorkommen. Die Gattung ist in 2 Untergattungen mit verschiedenen Sektionen gegliedert.
Einige Spezies der Sektion Glutinosae (zum Beispiel der Papageigrüne Saftling) werden mittlerweile aufgrund von anderen Farbpigmenten und neuen phylogenetischen Erkenntnissen in die Gattung Schleimsaftlinge (Gliophorus) separiert. Ebenso wurde der Rosenrote Saftling in die Gattung Porpolomopsis ausgegliedert. Für den Dottergelben Saftling (Hygrocybe vitellina) wurde die Gattung Gloioxanthomyces aufgestellt. Früher wurden auch die Ellerlinge den Saftlingen als Untergattung Cuphophyllus zugeordnet. Sie bilden heute aber eine eigene Gattung, weil sie trotz der ähnlich aussehenden Fruchtkörper nicht näher mit der Gattung verwandt sind.
So wurden die Saftlinge früher eingeteilt:
- Untergattung Hygrocybe
  - Sektion Hygrocybe

- -     - Rosenroter Saftling (Hygrocybe calyptriformis)
    - Kegeliger Saftling (Hygrocybe conica)
      - Rotblättriger Dünen-Saftling (Hygrocybe conica var. conicoides)

    - Sumpf-Saftling (Hygrocybe helobia)
    - Feuerschuppiger Saftling (Hygrocybe intermedia)
    - Breitsporiger Saftling (Hygrocybe konradii)
    - Safrangelber Saftling (Hygrocybe persistens)
    - Braungelber Saftling (Hygrocybe spadicea)
    - Rundlichsporiger Saftling (Hygrocybe subglobispora)

  - Sektion Chorophanae
    - Stumpfer Saftling (Hygrocybe chlorophana)
    - Hygrocybe flavescens
- Untergattung Pseudohygrocybe
  - Sektion Coccinae
    - Glänzender Orange-Saftling (Hygrocybe aurantiosplendens)
    - Kalkliebender Filz-Saftling (Hygrocybe calciphila)
    - Zerbrechlicher Gold-Saftling (Hygrocybe ceracea)
    - Kirschroter Saftling (Hygrocybe coccinea)
    - Feinschuppiger Moor-Saftling (Hygrocybe coccineocrenata)
    - Kleiner Schnürspor-Saftling (Hygrocybe constrictospora)
    - Knoblauch-Saftling (Hygrocybe helobia)
    - Pfifferlings-Saftling (Hygrocybe cantharellus)
    - Kerbrandiger Orange-Saftling (Hygrocybe marchii)
    - Mennigroter Saftling (Hygrocybe miniata)
    - Nichtrötender Nitrat-Saftling (Hygrocybe nitrata)
    - Schnürsporiger Saftling (Hygrocybe obrussea)
    - Rötender Saftling (Hygrocybe ovina)
    - Schwarzbereifter Saftling  (Hygrocybe phaeococcinea)
    - Granatroter Saftling (Hygrocybe punicea)
    - Honig-Saftling (Hygrocybe reidii)

  - Sektion Fornicatae
    - Blassgrauer Saftling (Hygrocybe fornicata)

  - Sektion Glutinosae
    - Schleimiger Orange-Saftling (Hygrocybe aurantioviscida)
    - Schleimfuß-Saftling (Hygrocybe glutinipes)
    - Gelbrandiger Saftling (Hygrocybe insipida)
    - Grauer Saftling (Hygrocybe irrigata oder Hygrocybe unguinosa)
    - Zäher Saftling (Hygrocybe laeta)
    - Dottergelber Saftling (Hygrocybe vitellina)
    - Papageigrüner Saftling (Hygrocybe psittacina)
      - Ziegelbrauner Saftling (Hygrocybe psittacina var. perplexa)

    - Bitterer Saftling (Hygrocybe mucronella)

## Bedeutung
Alle Saftlinge stehen in Deutschland unter Naturschutz und dürfen nicht gesammelt werden, somit kommen auch die essbaren Arten als Speisepilze nicht in Frage. Die Saftlinge sind im Naturschutz als wichtige Indikatorarten von Bedeutung, sie zeigen durch ihr Auftreten das Vorhandensein wertvoller, nährstoffarmer, weitgehend ungestörter Wiesen- und Trockenrasengesellschaften an.

## Gefährdung
Die Saftlinge sind im Allgemeinen Bewohner nährstoffarmer Graslandschaften, durch Umwandlung von Trockenrasen und nährstoffarmen Weiden in ertragreiches Grünland sowie den Eintrag von Nährstoffen aus der Luft oder von angrenzenden Agrarflächen sind viele Arten in Mitteleuropa in ihrem Bestand gefährdet.
Für dänische Saftlingsvorkommen (nach Gminder so auch für Deutschland anwendbar) wurde folgende Bedeutungseinstufung von Saftlingsvorkommen vorgenommen:
Standorte mit 17 bis 32 Saftlingsarten insgesamt, während einer einzigen Kontrolle 11 bis 20 Arten sind naturschutzpolitisch von nationaler Bedeutung, von regionaler Bedeutung sind Standorte mit 9 bis 16 (während einer Begehung 6 bis 10) Arten, von lokaler Bedeutung solche mit 4 bis 8 (3 bis 5) Arten, während Standorte mit nur noch 1 bis 3 Arten eher unbedeutend sind.